# حمزة حفيظي
حمزة حفيظي هو لاعب كرة قدم مغربي من مواليد (9 فبراير 1993 في مكناس)، يلعب في مركز مهاجم أوسط لنادي أنجيه الفرنسي.

## روابط خارجية
- حمزة حفيظي على موقع رابطة كرة القدم الفرنسية للمحترفين (الإنجليزية)
- حمزة حفيظي على موقع قاعدة بيانات كرة القدم.إي يو (الإنجليزية)
- حمزة حفيظي على موقع AS.com (الإسبانية)

- بيانات حمزة حافيظي على موقع foot-national.com